# Kældermenneske
Kældermenneske er en dansk kortfilm fra 2008, der er instrueret af Casper Haugegaard efter manuskript af Peter Althoff.

## Handling
Denne artikel mangler et handlingsreferat. Hjælp os med at skrive det.

## Medvirkende
- Peter Althoff - Viktor
- Thor Boding - Hippie i bil
- Christian Diechmann - Axel